# شهرستان دربندخان
شهرستان دربندخان (به عربی: قضاء دربندخان) یک شهرستان‌های عراق در عراق است که در استان سلیمانیه واقع شده‌است.